# Guarrate
Guarrate è un comune spagnolo di 370 abitanti situato nella comunità autonoma di Castiglia e León.